# Hanns Blaschek
Hanns Blaschek (* 24. Juni 1907 in Brüx, Österreich-Ungarn; † 11. Januar 1989 in Heilbronn) war ein deutscher Verwaltungsbeamter, nationalsozialistischer Funktionär und Maler.

## Leben
Er wurde in Brüx in Böhmen geboren und absolvierte dort sein Abitur, bevor er Jura an der Deutschen Karls-Universität in Prag studierte. Nach seinem Abschluss als Volljurist und seiner Promotion zum Dr. jur. 1933 war er Verwaltungsbeamter.
Im Februar 1935 trat er der Sudetendeutschen Partei (SdP) (Mitgliedsnummer 240.577) bei. Nach der am 5. November 1938 erfolgten Verkündung der Auflösung der SdP beantragte er am 20. November desselben Jahres die Aufnahme in die NSDAP und wurde rückwirkend zum 1. November 1938 aufgenommen (Mitgliedsnummer 6.759.067). Für die NSDAP wurde er als Politischer Leiter tätig. Ferner wurde er NSKK-Hauptsturmführer.
1939/40 war er als Mitarbeiter der Volkspolitischen Abteilung beim Reichsprotektor von Böhmen und Mähren tätig, 1940 bis 1943 Präsidialchef bei der Landesbehörde für Böhmen in Prag, 1943 bis 1945 Oberlandrat für den Oberlandratsbezirk Budweis. 1943 wurde er im besetzten Riga eingesetzt. Blaschek war Schwager des Staatssekretärs Karl Hermann Frank.
Von Mai 1945 bis Juni 1955 befand Blaschek sich in amerikanischer und tschechoslowakischer Gefangenschaft.
1955 kam er an das Landratsamt Heilbronn. Zuletzt bekleidete er ab 1959 das Amt des Ersten Landesbeamten beim Landratsamt in Künzelsau.
Blaschek war Gründungsmitglied und 1970/71 Präsident des Lions-Clubs in Bad Mergentheim. 1987 erhielt er die Goldene Münze der Stadt Heilbronn.

## Künstlerisches Schaffen
Er war bereits als Jugendlicher künstlerisch interessiert und widmete sich vor allem nach dem Zweiten Weltkrieg intensiv der Malerei, die er teils autodidaktisch, teils durch ein Studium bei Kausek in Graz, Oskar Kokoschka in Wien und Heribert Losert in München erlernte. Seine künstlerischen Schwerpunkte lagen im Bereich von Porträt, Wandgestaltung, Landschaftsdarstellungen und abstrakter Malerei. Für einige um 1970 erschienene Kreisbeschreibungen hat er zahlreiche Illustrationen gefertigt. Er war Mitglied im Verband Bildender Künstler Baden-Württemberg und in der Künstlergilde Esslingen. 1958 bis 1983 war er Vorsitzender des Heilbronner Künstlerbundes. Er war auch international an Ausstellungen beteiligt und wurde in Brüssel durch den Conseil Europeen d’Art ausgezeichnet. Einige seiner Werke befinden sich in öffentlichem Besitz.